# Abdi-Ashirta

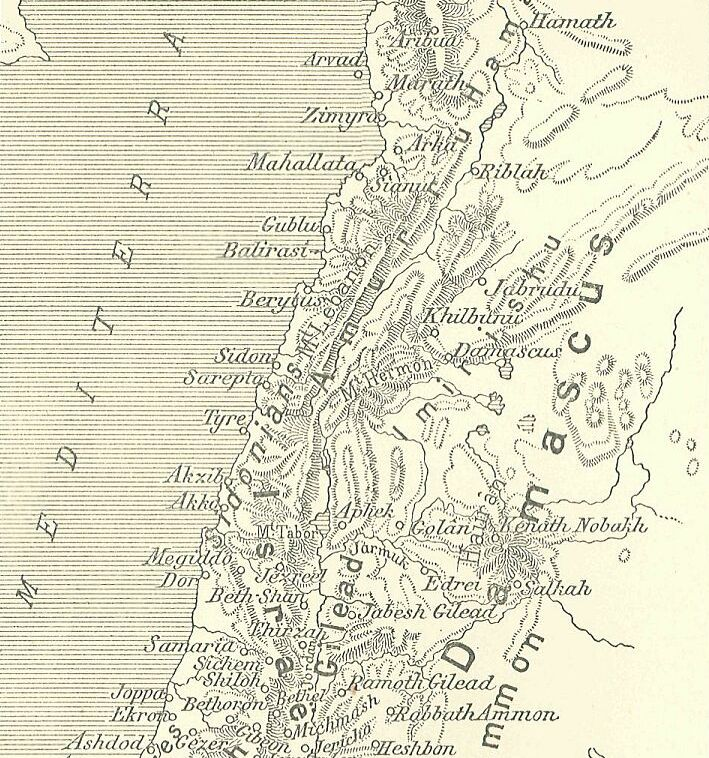

Abdi-Ashirta (thế kỷ thứ 14 TCN) là một người cai trị của Amurru, ông đã có xung đột với vua Rib-Hadda của Byblos.
Trong khi một số người cho rằng Amurru là một vương quốc mới ở miền nam Syria lệ thuộc vào sự khống chế trên danh nghĩa của người Ai Cập, thì nghiên cứu mới gợi ý rằng trong suốt cuộc đời của Abdi-Ashirta, Amurru là một "vùng đất tản quyền" mà bao gồm một vài chính thể độc lập. Do đó, mặc dù Abdi-Ashirta đã có ảnh hưởng giữa những chính thể này, ông không trực tiếp cai trị họ. Rib-Hadda đã cay đắng phàn nàn tới Pharaon Akhenaten — trong các bức thư Amarna (EA) — về những nỗ lực của Abdi-Ashirta để thay đổi cục diện chính trị mà không có lợi cho ông ta. Cái chết của Abdi-Ashirta được đề cập tới trong EA 101 bởi Rib-Hadda trong một lá thư gửi cho Akhenaten. Thật không may cho Rib-Hadda, Abdi-Ashirta đã được kế vị bởi người con trai có tài năng không kém là Aziru, ông ta sau này đã bắt giữ, lưu đày và dường như là đã giết chết Rib-Hadda. Aziru sau đó đã chạy sang phe của người Hittites, điều này khiến cho Ai Cập đánh mất quyền kiểm soát đối với tỉnh biên giới phía bắc là Amurru mà nằm dưới sự khống chế của Aziru.